# Achille Sfondrini
Achille Sfondrini (Milano, 1836 – Milano, 7 febbraio 1900) è stato un architetto italiano, specializzato nella progettazione di teatri.
Tra i suoi lavori: il restauro del Teatro Lirico di Milano (1894) e il Teatro Costanzi di Roma (1878-1880) che divenne successivamente il Teatro dell'Opera.
È stato sepolto nel Cimitero Monumentale di Milano, ove i resti sono poi stati tumulati in una celletta.

## Opere
- Teatro Carcano di Milano (1872)
- Teatro Sociale di Salò (1873)
- Teatro Costanzi di Roma (1878)
- Teatro Verdi di Padova (1884)
- Teatro Sociale di Busto Arsizio (1891)
- Teatro comunale Giuseppe Verdi di Brindisi (1892; demolito)
- Teatro Flavio Vespasiano di Rieti (1893)
- Teatro Lirico di Milano (1894)
- Teatro Kursaal di Lugano (1897)
- Teatro Civico Boglione di Bra (1898)